# Кавка Роман Павлович
Рома́н Па́влович Ка́вка (18 серпня 1934, с. Геленки, нині Тернопільського району Тернопільської області — 21 серпня 1997, м. Дрогобич Львівської області) — український вчений-селекціонер. Доктор сільськогосподарських наук (1985).

## Життєпис
Закінчив Львівський зооветеринарний інститут (1958, нині академія ветеринарної медицини). 1966—1997 — завідувач лабораторії тварин відділу тваринництва Передкарпатської філії Інституту землеробства і тваринництва Західного регіону.

## Наукова діяльність
Працював над створенням внутрішньопородного типу симентальської породи ВРХ; розробив технологію консервування зеленої маси, злакових і зернобобових культур; часткову заміну молочного жиру іншими жирами та жирними кислотами; встановив позитивний вплив збалансованості раціонів телят за жирнокислотним складом на їх ріст і обмін речовин.
Автор низки наукових праць, зокрема дисертації «Вплив рівня жирового харчування (молочним жиром) в молочний період на ріст і формування обмінних функцій у молодняку великої рогатої худоби».